# 杜濬 (洪武進士)
杜濬，字亮之，江西吉安府泰和縣人，明朝政治人物、進士出身。

## 生平
鄉試十八名。洪武四年（1371年）辛亥科會試第三十二名，登進士二甲，授户部主事。